# Castelbellino
Castelbellino é uma comuna italiana da região dos Marche, província de Ancona, com cerca de 5067 habitantes (31/12/2019). Estende-se por uma área de 5 km², tendo uma densidade populacional de 724 hab/km². Faz fronteira com Jesi, Maiolati Spontini, Monte Roberto.

## Demografia
| Variação demográfica do município entre 1861 e 2011                               |
|                                                                                   |
| Fonte: Istituto Nazionale di Statistica (ISTAT) - Elaboração gráfica da Wikipedia |